# Pingasa distenta
Pingasa distenta là một loài bướm đêm trong họ Geometridae.